# Christiane Louise
Christiane Louise de Paula da Silva (Rio de Janeiro, 21 de setembro de 1971 – Rio de Janeiro, julho de 2021), foi uma atriz e dubladora brasileira, conhecida por dar voz a uma variedade de personagens, entre elas a icônica Margarida, nas animações Disney, e a complicada Senhorita Morello, em "Todo Mundo Odeia o Chris".
Dentre os estúdios pelos quais ela já passou, destacam-se VTI Rio, Herbert Richards e Art Sound.

## Desaparecimento
Em julho de 2021, aproximadamente após o dia 19 daquele mês, Christiane foi relatada como desaparecida. Ela foi vista pela última vez no bairro de Ipanema, na parte sul do Rio de Janeiro.

## Morte
A família e colegas de trabalho da dubladora relataram à polícia que ela estava desaparecida há vários dias, o que os levou a visitar seu apartamento. Em seus depoimentos, também mencionaram que a vítima morava sozinha, mas há algumas semanas vinha hospedando um homem de 27 anos chamado Pedro Paulo Gonçalves Vasconcellos da Costa, que tinha uma chave da porta da frente. Quando questionado sobre o desaparecimento de Christiane, ele disse que ela estava bem e tinha ido fazer uma viagem para Mangaratiba, na Costa Verde do Rio de Janeiro, com um namorado.
Quando levado para interrogatório pela polícia, ele relatou que tinha falado com ela pessoalmente pela última vez às 20:00 do dia 17 de julho, afirmando que a mesma estava procurando ficar "offline" por 15 dias sem seu celular, e pediu para ele cuidar de seus dois cachorros. No entanto, após a polícia conduzir uma investigação, Pedro foi detido sob a suspeita de ser o principal responsável pelo desaparecimento da atriz. Pedro eventualmente confessou o homicídio, alegando ter agido em legítima defesa. Ele afirmou que havia matado Christiane com um cálice quebrado. Segundo ele, isso teria ocorrido depois que ele foi atacado por ela, alegando que ela estava "possuída por um demônio" e parecia estar sob o efeito de drogas, medicamentos prescritos e álcool - o que foi refutado pela pericia.
O suspeito e a vítima eram amigos. Eles se conheceram em 2017 em uma clínica psiquiátrica após tratamento. Em tempos recentes, o homem teria tido uma crise e foi acolhido por Christiane em seu próprio apartamento em Ipanema. A investigação indica que Pedro teve a ajuda de sua própria mãe no crime, Eliane Gonçalves Vasconcellos da Costa, e um motorista até então não identificado, que ajudou a transportar o corpo da dubladora.
O corpo foi encontrado em 22 de julho, mas um exame revelou que a vítima foi morta 2 ou 3 dias antes. Pedro e sua mãe passaram dois dias com o corpo de Christiane dentro de sua casa antes de ocultar o corpo. A vítima foi encontrada em uma área de vegetação na Praia de Grumari, na Zona Oeste do Rio. Seu corpo estava envolto em lençóis e sacos plásticos. Segundo a polícia, o motivo do crime pode ter sido "financeiro", significando que Pedro Paulo e sua mãe pretendiam tomar posse dos bens de Christiane. Os agentes federais encontraram computadores e celulares pertencentes à atriz na casa da mãe do economista.

## Dublagens nos jogos
| Ano  | Personagem             | Jogo                           | Notas         |
| ---- | ---------------------- | ------------------------------ | ------------- |
| 2007 | Cortana                | Halo 3                         |               |
| 2009 | Sivir                  | League of Legends              | Não creditada |
| 2010 | Cortana                | Halo: Reach                    |               |
| 2012 | Cortana                | Halo 4                         |               |
| 2013 | Zatanna                | Injustice: Gods Among Us (DLC) |               |
| 2015 | Aurora                 | Warface                        |               |
| 2016 | Angela Ziegler "Mercy" | Overwatch                      |               |

## Trabalhos notáveis
Alguns personagens marcantes dublados por Christiane, listado na seguinte tabela:
| Personagem                        | Atriz original         | Obra                                 |
| --------------------------------- | ---------------------- | ------------------------------------ |
| Senhorita Morello                 | Jacqueline Mazarella   | Todo Mundo Odeia o Chris             |
| Mary Winchester                   | Samantha Smith         | Supernatural                         |
| Valéria Olivier                   | Jessica Salazar        | Rebelde                              |
| Lorena                            | Paulina de Labra       | Triunfo do Amor                      |
| Brenda Ramos                      | Alejandra Procuna      | Maria do Bairro                      |
| Assúncion Torres / Jacinta Rivero | Tina Romero            | Meu Pecado / Abraça - me Muito Forte |
| Fabíola                           | Esther Rinaldi         | A Usurpadora                         |
| Angela Ziegler "Mercy"            | Lucie Pohl             | Overwatch (2016)                     |
| Gloria                            | Brittany Murphy e Pink | Happy Feet (2006) e Happy Feet Two   |